# Ponta taż-Żonqor
Ponta taż-Żonqor är en udde i republiken Malta. Den ligger i kommunen Marsaskala, i den östra delen av landet.
Terrängen inåt land är platt. Närmaste större samhälle är Marsaskala, 0,93 kilometer sydväst om Ponta taż-Żonqor. 